# بيتر يانسن (موسيقي)
بيتر يانسن (بالهولندية: Peter Jansen)‏ هو رسام ومصور وموسيقي هولندي، ولد في 22 ديسمبر 1938 في أمستردام في هولندا.

## وصلات خارجية
- الموقع الرسمي